# Список відзнак НСДАП
Відзнаки Націонал-соціалістичної німецької робітничої партії (НСДАП) — нагороди, які в період Третього рейху вручались безпосередньо за заслуги перед НСДАП. Більшість нагород були призначені так званим «старим бійцям» — «товаришам по партії» які вступили в НСДАП у період з 1925 по 30 січня 1933 року («період боротьби»).
Сьогодні у Німеччині дані відзнаки вважаються символами антиконституційної пропаганди, їхнє виготовлення, носіння або публічна демонстрація заборонені законом.

## Список відзнак НСДАП
Найпрестижнішими відзнаками були Німецький Орден, Орден Крові та Золотий партійний знак НСДАП.
В дужках — рік заснування нагороди.

### Відзнаки за заслуги перед НСДАП
- Золотий партійний знак НСДАП (1933)
- Партійний знак НСДАП для іноземців
- Почесне звання «Лідер воєнної економіки» (1939)
- Медаль «За вислугу років у НСДАП» (1939)
- Почесний знак «Піонер праці» (1940)
- Німецький Орден (1942)
- Премія доктора Фріца Тодта (1944)

### Пам'ятні відзнаки
- Почесний знак Кобург (1932)
- Орден крові (1933)
- Почесний партійний знак «Нюрнберг 1929» (1933)
- Знак учасника зльоту СА в Брауншвейзі 1931 (1933)
- Потсдамський знак НСДАП
- Почесний кут старих бійців (1934)
- Знаки гау

### Відзнаки нацистських організацій
- Членський знак Сталевого шолома (1933)
- Срібний почесний знак Націонал-соціалістичного німецького союзу студентів (1934)
- Золотий почесний знак Гітлер'югенду (1934)
- Почесний знак Швидкої технічної допомоги (1935)
- Почесний жетон члена Імперського культурного сенату (1936)
- Знак переможця Імперських професійних змагань (1938)
- Почесний знак кервника Гітлер'югенду для іноземців
- Почесний знак молодіжного штурму (роти) «Адольф Гітлер»
- Знак підпільного фронту
- Традиційний знак Шарнгорст (1933)
- Почесний знак ополчення СС Данцига (1939)